# 朝倉義景
朝倉義景（日语：／ Asakura Yoshikage */?，1533年10月12日—1573年9月16日、天文二年九月廿四日－天正元年八月二十日）為日本戰國時期的大名，越前朝倉家末代當主。原名「延景」，幼名長夜叉。
朝倉義景是朝倉孝景的長子，在老年得子父親的溺愛下長大。天文十七年（1548年）三月，孝景逝世，義景成為朝倉家的第11代家督。後來加盟了信長包圍網，不過織田信長將對抗勢力一一瓦解。隨著包圍網的瓦解，在天正元年（1573年）末信長入侵越前，朝倉軍節節敗退，義景最終被打算歸順信長的從兄弟朝倉景鏡逼迫自盡。

## 經歷

### 家督繼承與前半生
天文二年（1533年）九月廿四日出生。是越前朝倉氏第10代當主朝倉孝景唯一的兒子。幼名長夜叉。天文十七年（1548年）在父親孝景逝世後，以16歲之齡繼承家督，並以延景為名。:49
天文二十一年（1552年）六月十六日，室町幕府第13代將軍足利義輝（當時名為義藤）授予延景「義」字，延景也改名為義景，並被任命為左衛門督:50。義景獲得將軍「義」字並晉升為一等官左衛門督（此前的朝倉當主多為三等官如左衛門尉等），這在歷代朝倉家當主中屬異例之舉。究其原因乃朝倉家在孝景時代就已成為了室町幕府的御供衆與相伴衆，地位藉此獲得提升；此外，義景迎娶了管領細川晴元的女兒作為正室，這使得朝倉家與幕府建立了極為親密的關係。對於日漸衰退的室町幕府而言，他們非常需要像朝倉家這樣的守舊大名，從而對義景格外優待:53。義景也曾將庭園中的巢鷹進貢給義輝，進一步加深了兩者之間的交流。
由於繼位時尚屬年輕，因此在弘治元年（1555年）前，朝倉家的政務及軍事皆由重臣朝倉宗滴負責，宗滴死後，義景才親自掌管政務。
永祿二年（1559年）十一月九日，敘從四位下。
永祿六年（1563年）八月，義景出兵若狭國。由於當時若狹守護武田義統已失去作為守護統率家臣的實力，因此粟屋勝久和逸見昌經等原武田氏家臣便與丹波國的松永長賴聯合發動謀反。做為盟友，朝倉軍自永禄六年（1563年）以來，即在秋季頻繁出兵攻打粟屋氏，進行若狹征伐（《國吉城籠城記》），戰事並一直持續到永禄十一年（1568年）八月:63-64。
永祿七年（1564年）九月一日，由朝倉景鏡和朝倉景隆擔任大將的朝倉軍進軍加賀國攻打加賀一向一揆。到了九月十二日，義景也親自出陣，並先後攻占了本折和小松城。九月十八日朝倉軍放火燒毀了御幸塚，隔日又在湊川放火，並一路推進至大聖寺。最終，朝倉軍於九月廿五日返回一乘谷駐軍:67。

### 錯失上洛良機
永祿八年（1565年）五月十九日，將軍足利義輝遭三好三人眾等人殺害。義景在五月二十日通過武田義統的書狀得知了這一消息。同年八月，朝倉軍出兵進攻若狹:68-70。此外，根據八月五日大覺寺義俊寫給上杉謙信的書狀，義輝的弟弟覺慶（後來的足利義昭）於七月二十八日從幽禁地奈良逃脫，並計劃前往近江國，此一事件被認為是義景在背後策劃的結果。此時，義景已經與曾是義輝家臣的細川藤孝、米田求政、和田惟政等人保持聯絡，並協助他們的逃亡。
九月八日，因遭受松永久秀追趕之故，覺慶從矢島御所出逃，依附於若狹武田家。隨後，覺慶還俗改名為義秋，並前往越前敦賀。義景派遣景鏡作為使者，前往迎接（《上杉家文書》《多聞院日記》《越州軍記》）。義秋期望能得到朝倉家的支持，因此試圖促成朝倉家與加賀一向一揆之間的和解。然而，由於兩者長期的對立矛盾，和解無法迅速實現。
永祿十年（1567年）三月，義景家臣堀江景忠與加賀一向一揆勾結，企圖謀反。在與來自加賀國由杉浦玄任率領的一揆軍交戰的同時，義景並命令山崎吉家和魚住景固攻擊堀江家。儘管景忠頑力抵抗，但後來還是與義景達成和解，並前往能登國，最終沒落。根據《朝倉始末記》記載，這場內亂是由朝倉景鏡的讒言所引起的:71-72。
同年十一月二十一日，義景將義秋迎接至一乘谷的安養寺，並於同月二十七日謁見義秋，進行了祝賀的問候。另一方面，在織田信長的仲介下，義景與加賀一向一揆也在十二月成功達成和解:74。
義秋曾向上杉謙信等諸大名發送書狀，促請他們護送自己上洛，但由於這些大名家族受到鄰國政治情勢的影響，從而無法出兵。因此，義秋向義景請求上洛戰事，同時也在十二月二十五日非正式地訪問了義景的居館（《朝倉始末記》《越州軍記》）。此外，義秋發出的御內書中，義景附上了副狀，這時的義景實際上處於相當於管領的地位，《朝倉系圖》也將義景的地位記載為管領代:74-76。
永祿十一年（1568年）四月，義秋邀請前關白二條晴良前來越前主持加冠禮, 並由義景擔任加冠人。元服後的義秋改名為義昭。此後，義昭頻繁拜訪朝倉館，與義景及朝倉一門的關係進一步加深，同時持續請求義景發起上洛戰事。
同年六月，義景的嫡長子阿君丸突然去世，這一突發事件也讓義景氣力盡失，無心上洛。也由於義景對於上洛戰事反應冷淡，因此在七月時，義昭決定依託當時勢頭正旺且已經控制美濃國的織田信長。義景雖試圖阻止，但義昭在留下一封感謝義景的御內書後，還是從越前出發離開，前往美濃投靠信長（《足利季世記》）:80。

### 參加信長包圍網
永祿十一年（1568年）九月，織田信長奉足利義昭上洛。上洛後，信長擁立義昭為室町幕府第15代將軍，並以義昭的名義兩度命令義景上洛，但遭義景拒絕。從織田方面來看，越前位於織田領的美濃與京都之間，像是一把突出的長槍，因此有使義景屈服之必要。而從朝倉方面來看，義景本身不願臣服於織田家，況且如果上洛，朝倉軍將無法長期駐守在越前，這亦是一大顧慮，從而義景最終選擇拒絕上洛的命令:86-87。
永祿十三年（1570年）四月二十日，信長即藉口義景有叛變之嫌，聯合德川家康進攻越前。在聯軍的進攻下，舊若狹武田家臣如粟屋氏、熊谷氏等人向信長投降，此外，天筒山城和金崎城等支城也在織田軍的攻勢下陷落，一乘谷也陷入危機。然而就在此時，浅井長政背叛了織田軍，對其後方發動襲擊，信長只得連忙撤回京都。朝倉軍試圖追擊織田軍，但被織田軍的殿軍指揮官池田勝正成功迎擊，未能抓住信長等重要將領（《革島文書》與《信長公記》），從而給予了信長重新集結的機會（金崎之戰）:89。
元龜元年（1570年）六月廿八日，織田・德川聯合軍與朝倉・浅井聯合軍在姊川展開激烈對決。朝倉軍由朝倉景健擔任總大將，帶領約8,000名兵力（一說為1萬5000人）與德川軍交戰，但在榊原康政的側翼突襲下，朝倉軍敗走。根據《信長公記》的記載，浅井・朝倉聯軍在戰鬥中共損失了1,100餘人，織田軍則攻陷了多座浅井方的支城。從此，浅井與朝倉軍在接下來的戰事中處於不利地位（姊川之戰）。
同年八月廿五日，信長為討伐三好三人眾和石山本願寺而出兵攝津（野田城、福島城之戰），趁此機會，義景親自出陣，與浅井軍聯手，於九月二十日進攻近江坂本。信長之弟織田信治及重臣森可成，皆在此戰中戰死。隨後，義景進軍燒毀大津，並於九月廿一日進駐醍醐與山科。當信長帶領軍隊從攝津撤回近江時，義景則駐守比叡山，與織田軍對峙（志賀之陣）。期間，信長曾要求比叡山的僧侶提供支持，但遭到無視。
十月二十日，織田軍與朝倉軍之間發生了小規模的戰鬥。信長要求義景定下日期進行決戰，但義景予以忽視。（《言繼卿記》《尋憲記》《信長公記》）:100。十一月廿五日，為了切斷義景的退路，信長派遣了別軍前往堅田，雙方也在次日爆發了合戰，但皆未能取得決定性勝利，繼續維持著僵持狀態。十一月廿八日，足利義昭與二條晴良等人來到坂本，進行調停。隨後，信長也向朝廷施加影響，雙方最終在十二月，依照勅命達成了和解（另有觀點指出，這次的勅命講和並未針對朝倉方，而僅限於延曆寺）。
元龜二年（1571年）一月，信長命令木下秀吉封鎖並妨礙越前與近江之間的交通。六月十一日，義景與本願寺顯如達成友好關係，同時顯如的長子教如也與義景之女訂婚（《顯如上人御書札案留》）。七月，當六角義賢準備進攻京都時，義景向他發出書信，要求在洛中不許放火等破壞行為（《田川左五郎氏所藏文書》）:104。八月，義景與浅井長政聯手攻擊織田領的橫山城和箕浦城，但最終在信長的兵力威脅下敗退。九月，信長決定要報延曆寺協助淺井朝倉聯軍的一箭之仇，對比叡山進行了燒殺（火燒比叡山事件）。
元龜三年（1572年）七月，織田信長包圍了小谷城，並開始整備虎御前山、八相山及宮部各砦。看到這一情況，浅井氏向朝倉氏傳遞虛假的消息，稱「長島一向一揆已經封鎖了尾張和美濃之間的通道，如果現在出兵，就能夠擊敗織田軍」，義景信以為真，決定出兵支援。然而，義景並未發動攻勢，反而在遭到織田軍零星攻擊後，前波吉繼和富田長繁等有力家臣背叛，投向信長一方。到了九月，織田方的砦已經建成，信長再次要求定下日期進行決戰，但義景依然選擇忽視。同月十六日，信長將秀吉留在砦中，自己則率軍撤回橫山城。
十月，甲斐國的武田信玄開始實施西上作戰，向遠江和三河國進軍，接連奪取了德川方的城池。在這次出兵中，信玄向義景尋求助力。信長撤退至岐阜後，義景與浅井軍聯手出擊，但在虎御前山砦遭到秀吉軍的阻擊，最終敗退。十二月三日，義景以部隊疲勞和積雪為由撤回越前，因此受到信玄的強烈譴責，並收到一封充滿責備的文書（《伊能文書》）:112-113。
元龜四年（1573年）二月十六日，信玄向顯如表達了對義景撤兵的不滿，並再次要求他出兵，顯如也再次要求義景出兵。三月，足利義昭正式與信長決裂，當時也傳出義景可能上洛的消息（《耶穌會日本年報》），但義景並未有所動作:116。四月十二日，信玄在信濃駒場病逝，武田軍也撤回甲斐。這讓信長能夠將織田軍的主力調動到對付浅井與朝倉一方的戰爭中。

### 朝倉家毀滅
天正元年（1573年）八月八日，信長率領3萬大軍進攻近江。為此，義景也準備率軍出陣，然而由於此前屢次的失敗，義景已經逐漸失去了家臣們的信任。在義景下達出陣命令時，朝倉家的重臣如朝倉景鏡、魚住景固等人以「疲勞無法出陣」為由拒絕遵從命令（按《越州軍記》中記載：「首先，式部大輔景鏡被命令出陣，但他因身心疲憊，無法起立回應。魚住備後守當時負責江州丁野城的守衛，他提出應該讓人馬稍作休息，因此也未能出陣。」）:117。因此，義景召集了山崎吉家、河井宗清等人，最終帶領2萬兵力出陣。
八月十二日，信長利用暴風雨的掩護，親自領兵攻擊朝倉方的砦堡——大嶽砦。信長的奇襲也使得朝倉軍大敗，砦堡陷落。
八月十三日，隨著丁野山砦的陷落，義景與長政之間的聯繫也遭切斷，於是義景決定撤回越前。不過，信長早已預測到義景會撤退，於是朝倉軍遭到由信長親自指揮的織田軍追擊。在田部山之戰中，朝倉軍被擊敗，義景最終逃往柳瀬。
然而，信長的追擊非常猛烈，朝倉軍在撤退途中於刀根坂遭到織田軍追擊，並遭受了毀滅性的損失。義景本人雖逃入疋壇城避難，但在這場戰鬥中，齋藤龍興、山崎吉家、山崎吉延等武將不幸戰死（刀根坂之戰 ）。
而後義景再從疋壇城逃出，持續朝著一乘谷撤退。然而，在這段時間內，朝倉軍的將士接連逃亡，最終只剩下鳥居景近、高橋景業等約10名側近跟隨。
八月十五日，義景回到了一乘谷。只是留守的將兵得知朝倉軍大敗後，多數逃走。即便義景下達了出陣命令，然而除了朝倉景鏡以外，其他人都沒有應命出陣。為此，義景曾試圖自盡，但被鳥居景近和高橋景業所阻止:119。
八月十六日，義景在景鏡的勸說下，放棄了一乘谷，逃往越前大野的洞雲寺。
八月十七日，義景向平泉寺的僧兵請求援軍。然而，由於平泉寺已經受到信長的策動，故而沒有回應義景的請求，反而還反過來襲擊了洞雲寺。面對這樣的危機，在景鏡的勸告下，義景在八月十九日傍晚決定再次撤退，逃往賢松寺。
另一方面，在八月十八日，織田軍以柴田勝家為先鋒，攻入了一乘谷，並放火燒毀了居館、神社、寺廟等建築。這場大火持續了三天三夜（一乘谷之戰 ）:120。
然而聽從景鏡勸說，逃往賢松寺義景卻遭到景鏡的背叛。與信長勾結的景鏡，在八月二十日清晨，襲擊了賢松寺。義景最終選擇自刃，享年41歲。
義景死後，其母高德院、愛妾小少將、次男愛王丸等義景親族也在信長的命令下，遭丹羽長秀所殺。至此，做為戰國大名的朝倉氏宣告滅亡。義景的首級由信長的家臣長谷川宗仁所處置，並在京都公開示眾，曝於獄門。
其後，義景以及淺井久政和長政的頭顱一同被加上箔濃（髑髏上的金箔裝飾），並由信長的家臣們展示（關於「將頭顱用來喝酒」的說法則是後來的虛構故事）。對於信長這一行為，桑田忠親評價道：「這可以看出信長是多麼冷酷無情的人物」。然而，對於桑田的看法，桑田的弟子宮本義己則持不同意見。他認為，這一行為表現出對敵將的敬意，並認為這是為了在改年之際，通過進行淨化儀式來祭祀三將的菩提，並期望新的開始。因此，宮本認為桑田的看法是忽視了首化粧的習俗，從而對信長的行為做出了片面且偏頗的評價與分析。

## 評價
- 朝倉義景繼承了朝倉家族世代以來的功績，並從京都邀請了大量的文化人來到一乘谷，在此建立了強大的文化圈。
- 義景個人對於文藝的熱衷超過了戰爭，他對歌道、和歌、連歌、猿樂、作庭、繪畫、茶道等都有濃厚的興趣，並且積極參與其中。尤其在茶道方面，義景表現出極高的熱情。從一乘谷出土的許多茶器中，可以看到當時他對茶道的投入—這些茶器包括當時昂貴的進口唐物茶碗、青磁花瓶、泰國製的壺等，這些都是當時貴族與上層社會的奢侈品。
- 義景去世後，天正九年（1581年），前來越前傳教的耶穌會傳教士路易斯·弗羅伊斯（Luis Fróis）在他的記錄中提到，越前是「日本最為高貴且重要的國家之一，其語言比五畿內更加洗練，保持著完美的形式」[7]。這段話反映了當時越前在文化、語言上的高度發展，並且表現出義景時代越前的文化氛圍與地位。
- 除了熱衷文藝外，義景在武術方面也有相當的造詣，特別是在弓術上。義景擅長小笠原流弓術，並且經常參與犬追物（一種以射箭捕獵獵犬為目標的競技）活動，藉此展示他的弓術技巧。這些活動不僅是武士的修練方式，也往往成為社交與展示個人能力的場合。
- 義景在治世的前半段，擁有一位極為信任且優秀的名將——朝倉宗滴的輔佐，使得朝倉家能夠在政治上保持穩定。在宗滴去世後，雖然義景面臨一些挑戰，但他依然能夠維持越前的穩定，未像其他地方那樣陷入政治紛爭。因此，越前在義景的統治下達到了相對的和平、繁榮與盛況。當時來訪越前的人們對義景的統治讚譽有加，認為「義景殿下秉持聖人君子的治國之道，國家治理得當，百姓安居樂業，實在令人羨慕。」此外，像公家三條西公條等貴族也對越前的繁榮表示羨慕[1]:66-67，這表明義景的治國理念和越前的國家實力在當時都受到了高度的認可與讚揚。
- 義景在其治下，積極地進行外交活動，發出了大量的書狀，對象涵蓋了各地的主要大名。他與足利將軍家、美濃的遠藤氏、越後的上杉氏、甚至遠至薩摩的島津氏、出羽的太寶寺氏、安東氏，以及常陸的土岐治英等，進行了廣泛的外交往來，顯示出其在日本戰國時期的廣泛影響力。此外，義景並不僅僅局限於傳統的治國方式。他曾向武田信玄的家臣日向宗立學習武田流的戰術，並且在信玄上洛的過程中，朝倉氏也派出了使者。此外義景也向前述的土岐治英發過書信，表達了對新戰術的興趣，這顯示出義景不僅對傳統的戰術方法保持開放態度，還積極嘗試學習並吸收其他領地的先進戰術，以提升自己軍隊的實力[1]:175。
- 義景曾向島津義久提出「琉球渡海勘合」的提議，試圖開展與琉球的貿易與外交往來。同時，義景也向出羽的安東愛季送去火槍（鐵砲），建立了雙方的友好關係。義景有著建立連接日本海航路與東中國海航路貿易圈的宏大野心。從一乘谷出土的考古資料顯示，當時的貿易中，甚至出現了來自伊比利亞半島的鉛和來自義大利威尼斯製造的玻璃容器，顯示出義景積極開展對外貿易並且與歐洲有所往來[8]。
- 義景因為未能有子嗣，且也沒有其他兄弟，因此在外交等方面的立場非常脆弱。當需要送人質給其他國家時，義景往往不得不送出家臣的子女。此外，後繼人缺乏也成為朝倉家內部家族爭鬥的導火索。最終，義景未能有子嗣，這也成為了朝倉家滅亡的其中一個原因[1]:170-173。
- 義景考慮到當時的情勢，並未奉足利義昭上洛。實際上，義昭雖然多次促請其他大名上洛，但大多數大名也都予以忽視。如果義景真的上洛並擁立義昭為將軍，那麼勢必會與三好家產生衝突。而當時的浅井・朝倉聯軍，實力上很難突破三好家的阻攔，成功上洛[1]:76。
- 在志賀之陣中，當信長被四面敵軍圍困，處於困境時，義景無視信長的挑戰，並未應戰。儘管信長的先鋒隊已經迫近京都，但義景卻選擇留守山科，給了信長返回京都並與他和談的機會。在勅命和解方面，信長獲得了淺井領以外的近江領地承認，這實質上是一個對信長有利的和約[1]:98-101。
- 在元龜元年（1570年）與信長的講和中，信長曾向義景發出一份誓約文，內容寫道：「天下由朝倉殿（義景）所掌，我再無其他希望。」（《三河物語》）